# Lugașu de Sus, Bihor
Lugașu de Sus este un sat în comuna Lugașu de Jos din județul Bihor, Crișana, România.

## Vezi și
- Biserica de lemn din Lugașu de Sus

## Imagini

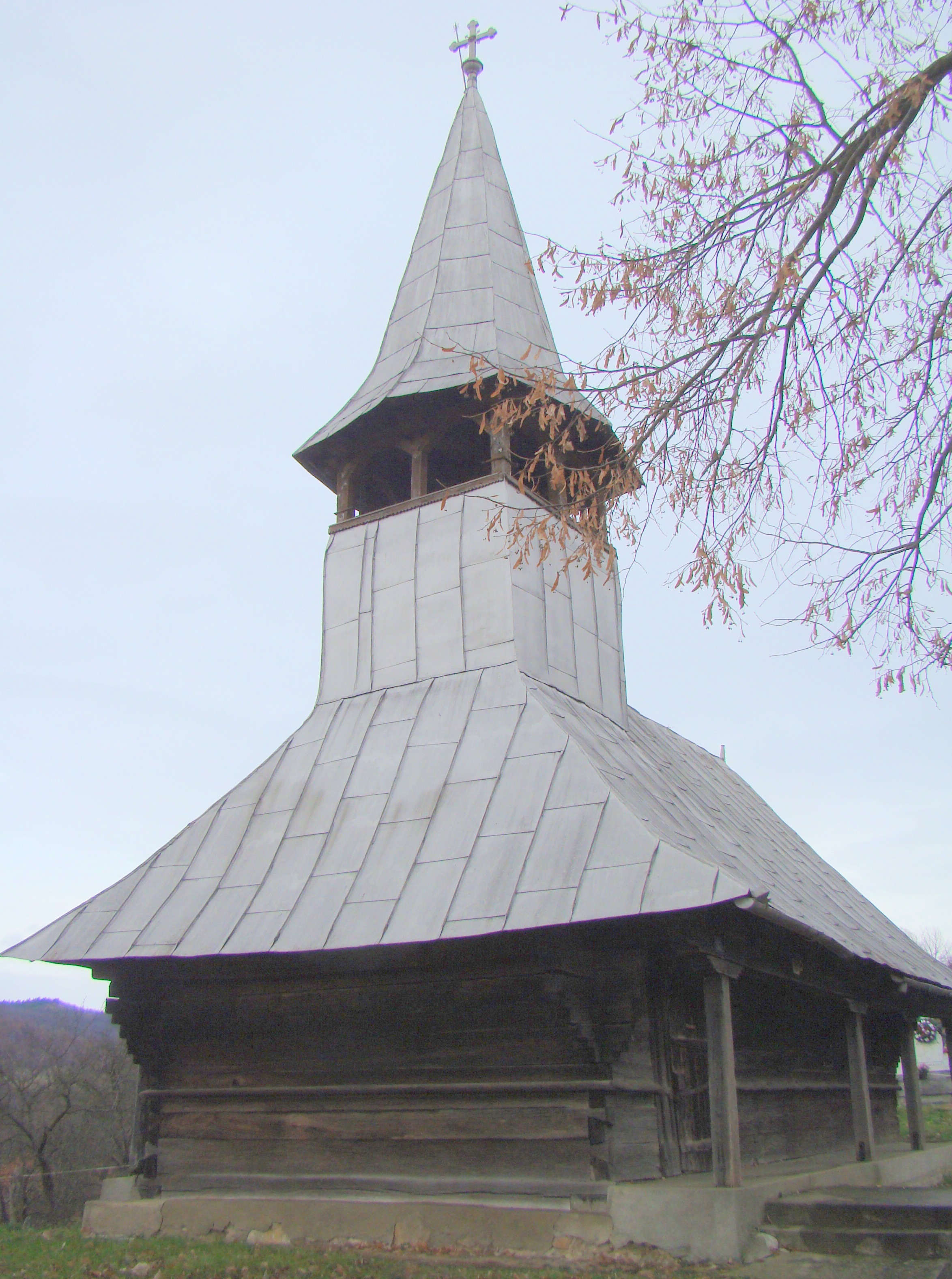
Biserica de lemn (monument istoric)
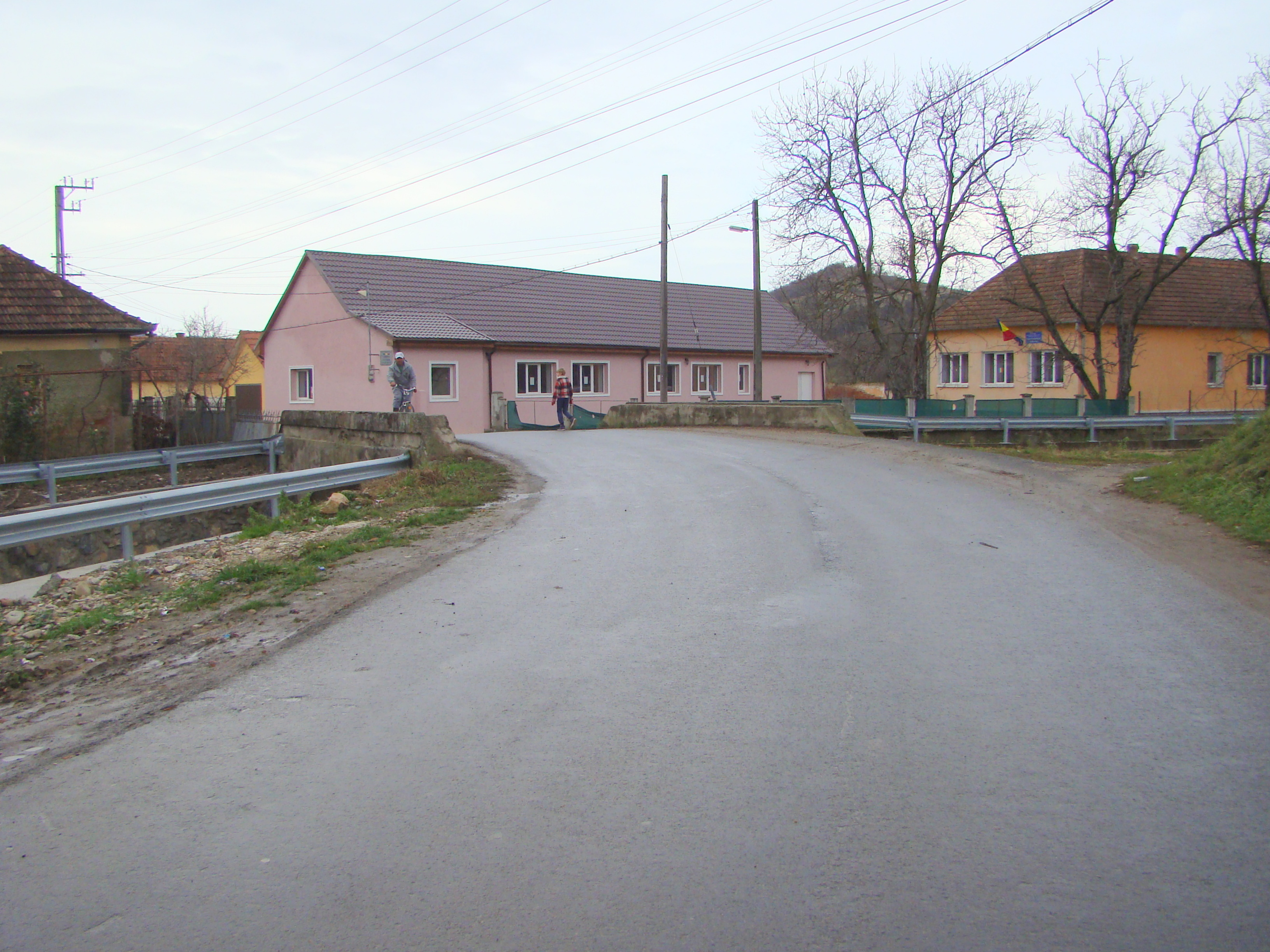
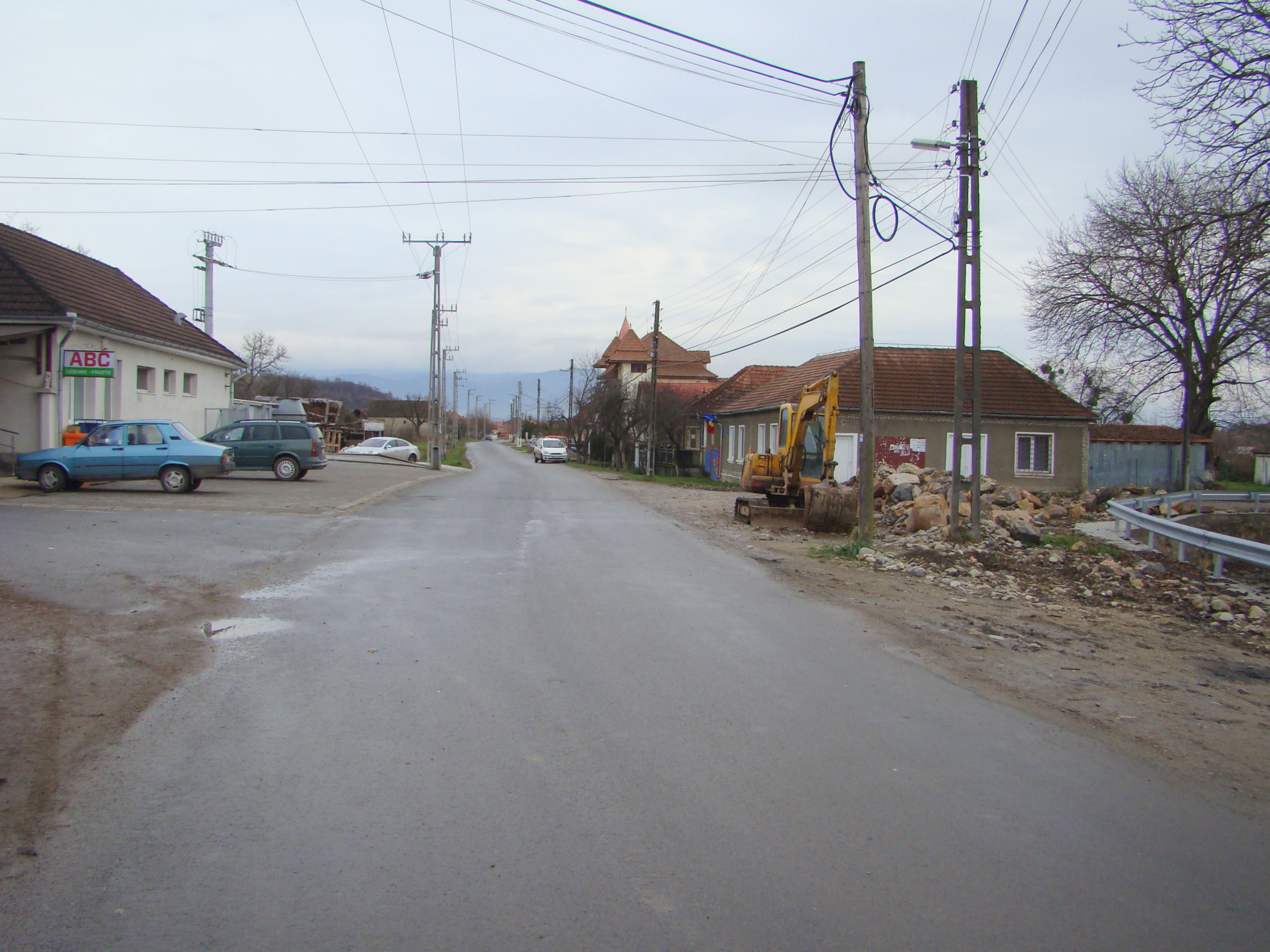
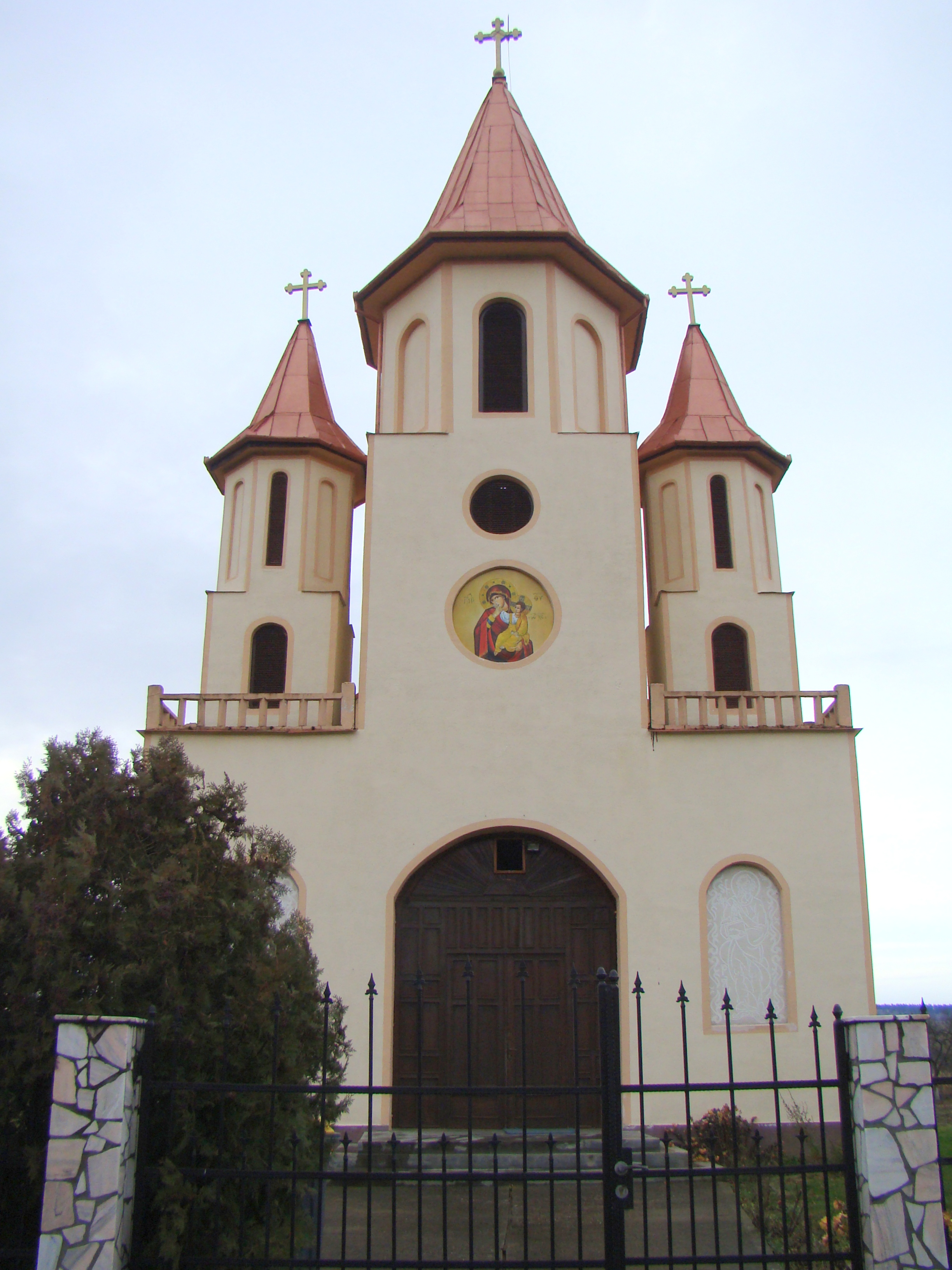
Biserica ortodoxă cu hramul „Adormirea Maicii Domnului”

 Acest articol despre o localitate din județul Bihor este deocamdată un ciot. Puteți ajuta Wikipedia prin completarea lui.